# Спагетти вонголе
Спагетти вонголе (итал. spaghetti alle vongole, дословно: «спагетти с моллюсками») — блюдо итальянской кухни, особенно характерное для Неаполя и всей Кампании. Особенностью блюда является то, что моллюски добавляются в пасту вместе с несъедобными раковинами, открывшимися в ходе приготовления. В ходе употребления спагетти вонголе в пищу, раковины следует удалить. В качестве морепродуктов обычно используют вонголе  (венерки) — морские моллюски, которых добывают в Неапольском заливе; в Италии с ними готовят пасту и пиццу, а в США употребляют в свежем виде, доставая прямо из раковины. Также могут использоваться и другие родственных видов двустворчатых моллюсков, в частности, донакс обрезанный (морская бабочка).

## Приготовление
Итальянцы готовят это блюдо двумя способами: in bianco («по-белому»), то есть с оливковым маслом, чесноком, петрушкой и иногда с капелькой белого вина; и in rosso («по-красному»), как и в первом случае, но с помидорами и свежим базиликом. Традиционно, двустворчатые моллюски быстро жарятся в горячем оливковом масле, к которому добавлено большое количество чеснока. Живые моллюски открываются во время приготовления, выделяя жидкость, которая служит для придания аромата; показателем их готовности является именно открытие створок. Затем моллюсков добавляют в пасту (спагетти, лингвини или вермишель) вместе с солью, чёрным или красным перцем) и горстью мелко нарезанной петрушки. Распространен и другой вид завершающей  стадии готовки, при котором отваренные макаронные изделия добавляются в сковороду, где жарились моллюски; при этом сами моллюски могут быть как предварительно выложены по тарелкам для подачи, так и смешаны со спагетти прямо на сковороде.

## Региональные различия
В итальянском регионе Лигурия, на севере Италии, к востоку от Генуи, спагетти alle vongole означают спагетти с крошечными моллюсками в раковине, размером не больше ногтя большого пальца, с белым вином или чесночным соусом. Вместо спагетти иногда используют лингвини.
Итало-американские рецепты спагетти вонголе иногда предполагают добавление сливок, однако в самой Италии добавлять их не принято. Джулиан Райли считает сливки чуждыми духу итальянской кулинарии, замечая, что «то, как значительно сливки приглушают вкус и текстуру, не соответствует тонкому вкусу и консистенции пасты».
В Америке в это блюдо также иногда добавляют сыр, хотя в Италии обычно считают, что он перебивает простые ароматы моллюсков и оливкового масла.